# Truth : Le Prix de la vérité
Pour les articles homonymes, voir Truth et Le Prix de la vérité.
Pour plus de détails, voir Fiche technique et Distribution.
Truth : Le Prix de la vérité (Truth) est un film américain réalisé par James Vanderbilt, sorti en 2015. Il raconte un épisode de la vie politique américaine de 2004, en posant la question des « marges de manœuvre des journalistes d'investigation », à l'approche de l'élection présidentielle de 2004 marquée par le duel entre George Bush et John Kerry, quand l'opinion publique et les médias se retournent contre une équipe de journalistes accusés d'amateurisme.

## Synopsis
En septembre 2004, le présentateur vedette du journal télévisé de CBS Dan Rather et sa productrice Mary Mapes sont au cœur d'une polémique, après la diffusion d'un reportage compromettant sur George W. Bush dans leur émission 60 Minutes Wednesday. Ce reportage raconte comment le président américain aurait essayé d'échapper à ses obligations militaires, entre 1968 et 1974, et qu'il aurait bénéficié d'appuis familiaux et politiques pour échapper à la guerre du Viêt Nam. La productrice Mary Mapes et ses enquêteurs avaient réuni et compilé à la hâte des témoignages et des documents inédits, qu'ils avaient cependant jugés solides.
À l'approche de l'élection présidentielle de 2004 et du duel entre George Bush et John Kerry, cette affaire pourrait avoir un impact important pour la suite des événements. Cependant, quelques jours plus tard, l'opinion publique et les médias se retournent contre l'équipe, leur document clé pourrait être un faux. Mary Mapes et Dan Rather sont dans la tourmente : les documents présentés dans leur émission pourraient avoir être créés sur Microsoft Word. L'équipe de 60 Minutes Wednesday est alors accusée de faute professionnelle et d'amateurisme...

## Fiche technique
Sauf indication contraire, les informations mentionnées dans cette section peuvent être confirmées par la base de données cinématographiques IMDb,  présente dans la section « Liens externes ».
- Titre original : Truth
- Titre français : Truth : Le Prix de la vérité
- Réalisation : James Vanderbilt
- Scénario : James Vanderbilt, d'après Truth and Duty de Mary Mapes
- Musique : Brian Tyler
- Direction artistique : Fiona Crombie
- Décors : Glen W. Johnson
- Costumes : Amanda Neale
- Photographie : Mandy Walker
- Montage : Richard Francis-Bruce
- Production : Brad Fischer, Doug Mankoff, Brett Ratner, William Sherak, Andrew Spaulding et James Vanderbilt

Producteurs délégués : Antonia Barnard, Mikkel Bondesen, James Packer, Steven Silver et Neil Tabatznik
Coproducteurs : Martin Cohen et Alaric McAusland
- Sociétés de production : RatPac-Dune Entertainment, Echo Lake Entertainment, Blue Lake Media Fund, Mythology Entertainment et Dirty Films
- Sociétés de distribution : Sony Pictures Classics (États-Unis), Warner Bros. (France)
- Budget : 9,6 millions de dollars
- Pays de production :  États-Unis
- Langue originale : anglais
- Format : couleur (2.35:1) — numérique — son Dolby Digital
- Genre : drame historique et biopic
- Durée : 125 minutes
- Dates de sortie[2] : 
  -  Canada : 12 septembre 2015 (festival international du film de Toronto 2015)
  -  États-Unis : 16 octobre 2015 (sortie limitée)
  -  États-Unis,  Canada : 30 octobre 2015
  -  France : 6 avril 2016

## Distribution
- Cate Blanchett (VF : Déborah Perret) ; (VB : Colette Sodoyez) : Mary Mapes
- Robert Redford (VF : Patrick Béthune) : Dan Rather
- Topher Grace (VF : Jean-Christophe Dollé) ; (VFB : Frederik Haùgness) : Mike Smith
- Dennis Quaid (VF : Bernard Lanneau) : le colonel Roger Charles
- Elisabeth Moss (VF : Anne O'Dolan) : Lucy Scott
- Bruce Greenwood (VF : Emmanuel Jacomy) : Andrew Heyward (en)
- Stacy Keach (VF : Bernard Tiphaine) : Bill Burkett (en)
- John Benjamin Hickey (VF : François Raison) : Mark Wrolstad
- David Lyons (VF : Rémi Bichet) : Josh Howard
- Dermot Mulroney (VF : Tony Joudrier) : Lawrence Lanpher
- Rachael Blake (VF : Anne Rondeleux) : Betsy West
- Andrew McFarlane (VF : Edgar Givry) : Dick Hibey
- Natalie Saleeba (VF : Sylvie Ferrari) : Mary Murphy
- Noni Hazlehurst (VF : Michelle Bardollet) : Nicki Burkett
- Connor Burke (VF : Patrick Messe) : Robert Maps
- Felix Williamson (VF : Patrick Mancini) : Mike Missal
- Philip Quast (VF : Frédéric Norbert) : le gouverneur Ben Barnes
- Steve Bastoni (VF : Jérôme Keen) : Gil Schwartz
- Patrick St. Esprit (VF : Jean-Luc Atlan) : le général Buck Staudt
- Chris Mulkey : Maurice Udell
- Martin Sacks (VF : Michel Vigné) : Robert Strong
- Nicholas Hope (VF : Guy Chapellier) : Marcel Matley
- Eliza Logan (VF : Sylvie Ferrari) : Emily Will
- William Devane (VF : Patrick Osmond) : le général Bobby Hodges (voix au téléphone)
- George W. Bush (VF : Marc Perez) : lui-même (image d'archive)

 Source et légende : version française (VF) sur RS Doublage et selon le carton du doublage français sur le DVD zone 2 ; version (française) belge (VFB)

## Production

GIF animé du blogueur américain mettant en comparaison un mémo supposé écrit en 1973 comparé à un document tapé sur Microsoft Word avec les paramètres par défaut de 2004

### Genèse et développement
Le scénario s'inspire du livre Truth and Duty de l'ancienne productrice de 60 Minutes Mary Mapes publié en 2004, peu de temps après les évènements. Elle n'a pas tout de suite voulu que son œuvre et son histoire soient portés à la télévision. Le producteur Brad Fischer a alors dû gagner sa confiance : « Je lui ai demandé si elle accepterait de venir au Texas pour quelques jours. On a parlé de tas de choses différentes, sauf de ce qui s'était passé. On a discuté de nos films préférés, de son histoire, de mon passé – de tout sauf de l'affaire – si bien qu'en fin de compte, elle était suffisamment à l'aise pour passer à l'étape suivante ». Mary Mapes s'est ensuite laissée convaincre par le scénario.
C'est le premier long métrage de James Vanderbilt comme réalisateur.

### Tournage
Le tournage a eu lieu en Australie, selon le souhait de l'actrice Cate Blanchett qui voulait rester proche de sa famille. Il a ainsi eu lieu en Nouvelle-Galles du Sud, notamment à Sydney (Fox Studios), Penrith et Auburn.

## Accueil

### Accueil critique
Le film est très bien reçu au festival international du film de Toronto 2015 où The Hollywood Reporter le décrit comme le meilleur film du festival,. Sur Rotten Tomatoes, il obtient 63% d'opinions favorables, pour 178 critiques collectées. Sur Metacritic, il décroche une moyenne de 66/100 pour 35 critiques.
En France, le site Allociné propose une note moyenne de 2,8⁄5 à partir de l'interprétation de critiques provenant de 27 titres de presse.

### Box-office
| Pays ou région    | Box-office  | Date d'arrêt du box-office | Nombre de semaines |
| ----------------- | ----------- | -------------------------- | ------------------ |
| États-Unis Canada | 2 541 854 $ | 11 février 2016            | 17                 |
| France            | à venir     |                            |                    |
| Mondial           | à venir     | -                          | -                  |

## Distinctions
Source : Internet Movie Database

### Récompenses
- Festival international du film de Palm Springs 2016 : meilleure actrice pour Cate Blanchett (également récompensée pour Carol)

### Nominations
- Mill Valley Film Festival 2015 : meilleur film américain
- Cinema for Peace Awards 2015 : meilleur film